# Afroazijski narodi
Afroazijski narodi (Semitsko-hamitski narodi), pripadnici velike etnolingvističke porodice, prethodno nazivanoj semitsko-hamitskom porodicom, koja je raširena po velikim područjima jugozapadne Azije, odnosno cijeli  Arapski poluotok i sve države što graniće na istoku s Iranom i na sjeveru s Turskom. Ovaj kraj podudara se sa semitskom govornom području čiji su danas glavni predstavnici Židovi i Arapi. Drugo područje obuhvaća saharsko i uže sub-saharsko područje sjeverne Afrike, domovine narodima koji su poznato pod danas napuštenim zbirnim imenom Hamiti, navodnim biblijskim potomcima Hamovim, brata biblijskog Sema, preko kojega bi trebali biti srodni Semitima. Sjevernoafričko područje danas nastanjuju narodi koji se klasificiraju u nekoliko većih skupina, to su: 1) Berberi ili berbersjki narodi, kojima pripadaju Tuaregi i Bedža. 2) Egipatski narodi, graditelji egipatske civilizacije, i njihovi suvremeni potomci Kopti. 3) Kušiti ili kušitski narodi i 4) Omotski ili omotički narodi u južnoj Etiopiji i 5) Čadski narodi. Narodi afroazijske jezične porodice danas danas govore preko 370 jezika a  'Ethnologue'  ih je popisao 375.